# Crkva sv. Josipa (Kapelski Vrh)
Crkva sv. Josipa je rimokatolička crkva u mjestu Kapelski Vrh, općini Kraljevec na Sutli, zaštićeno kulturno dobro.

## Opis dobra
Crkva je sagrađena je 1866. god. na zaravnjenom platou brda. Pravilno je orijentirana i manjih je dimenzija. Tlocrt se sastoji od plitkog ulaznog prostora nad kojim se uzdiže pjevalište, jednotravejnog broda, na čijem sjevernom zidu tlocrtno „iskače“ pravokutna sakristija i poligonalne pliće apside koja definira svetište. Vanjskim izgledom dominira ne osobito visok zvonik, smješten na sredini ulaznog pročelja. Kapela je u prostoru svetišta ukrašena zidnim slikama koje je naslikao 1945. god. V. Marjanović, a u interijeru je smješten svega jedan oltar u svetištu

## Zaštita
Pod oznakom Z-2635 zavedena je kao nepokretno kulturno dobro - pojedinačno, pravnog statusa zaštićena kulturnog dobra, klasificirano kao "sakralna graditeljska baština".